# Liste der Museen im Märkischen Kreis
Die Liste der Museen im Märkischen Kreis umfasst aktuelle und ehemalige Museen im Märkischen Kreis. Sie haben unter anderem die Heimatgeschichte, den Bergbau und die industrielle Entwicklung zum Schwerpunkt.

## Liste
| Bezeichnung                                       | Ortschaft          | Anmerkung | Bild                                              |
| ------------------------------------------------- | ------------------ | --- | ------------------------------------------------- |
| Deutsches Drahtmuseum                             | Altena             | Ausstellung über die Herstellung und die Einsatzmöglichkeiten von Draht.                                                                 | Drahtmuseum                                       |
| Museum der Grafschaft Mark                        | Altena             | Auf der Burg Altena befindet sich das Museum der Grafschaft Mark.                                                                        | Burg Altena                                       |
| Museum Weltjugendherberge                         | Altena             | Originale Ausstattung der ersten Jugendherberge der Welt.                                                                                | Herbergsmuseum Burg Altena                        |
| Luisenhütte Wocklum                               | Balve              | | Luisenhütte Wocklum                               |
| Museum für Vor- und Frühgeschichte                | Balve              | | Museum für Vor- und Frühgeschichte                |
| Heimatmuseum Halver                               | Halver             | | Heimatmuseum Halver                               |
| Villa Wippermann                                  | Halver             | Regionalmuseum „Oben an der Volme“ | Villa Wippermann                                  |
| Felsenmeermuseum                                  | Hemer              | | Felsenmeermuseum                                  |
| Hemberg-Museum                                    | Iserlohn           | Museum für Naturkunde und Archäologie | Hemberg-Museum                                    |
| Deutsches Höhlenmuseum                            | Iserlohn           | | Deutsches Höhlenmuseum                            |
| Historische Fabrikenanlage Maste-Barendorf        | Iserlohn           | | Historische Fabrikenanlage Maste-Barendorf        |
| Historische Kornbrennerei Bimberg                 | Iserlohn           | | Historische Kornbrennerei Bimberg                 |
| Iserlohner Museum für Handwerk und Postgeschichte | Iserlohn           | | Iserlohner Museum für Handwerk und Postgeschichte |
| Ostdeutsche Heimatstuben und Heimatmuseum Ohlau   | Iserlohn           | | Ostdeutsche Heimatstuben und Heimatmuseum Ohlau   |
| Sammlung aus Städtereinigung und Entsorgung       | Iserlohn           | Technisches Museum für Umweltgeschichte.                                                                                                 | Sammlung aus Städtereinigung und Entsorgung       |
| Stadtmuseum Iserlohn                              | Iserlohn           | | Stadtmuseum Iserlohn                              |
| Villa Wessel                                      | Iserlohn           | | Villa Wessel                                      |
| Haus Letmathe                                     | Iserlohn           | Städtisches Museum. Letmather Industrie- und Verkehrsgeschichte. Landwirtschaftliche Gerätschaften und bäuerliche Kultur.                | Haus Letmathe                                     |
| Bakelit-Museum Kierspe                            | Kierspe            | 2003 Museumseröffnung. | Altes Amtshaus Kierspe                            |
| Museum Schleiper Hammer                           | Kierspe            | | Schleiper Hammer                                  |
| Bremecker Hammer                                  | Lüdenscheid        | | Bremecker Hammer                                  |
| Geschichtsmuseum der Stadt Lüdenscheid            | Lüdenscheid        | | Geschichtsmuseum Lüdenscheid                      |
| Phänomenta Lüdenscheid                            | Lüdenscheid        | | Phänomenta Lüdenscheid                            |
| Städtische Galerie Lüdenscheid                    | Lüdenscheid        | |                                                   |
| Museum Menden                                     | Menden (Sauerland) | | Stadtmuseum Menden                                |
| Industriemuseum Menden                            | Menden (Sauerland) | | Industriemuseum Menden                            |
| Westfälisches Karnevalsmuseum                     | Menden (Sauerland) | | Westfälisches Karnevalsmuseum                     |
| Heimathaus Plettenberg                            | Plettenberg        | | Heimathaus Plettenberg                            |
| Jagdmuseum Schalksmühle                           | Schalksmühle       | Jagdmuseum des Hegerings Schalksmühle-Hülscheid                                                                                          | Jagdmuseum Schalksmühle                           |
| Sammlung Luftfahrt.Industrie.Westfalen            | Werdohl            | Sammlung zur Vor- und Frühgeschichte der Aluminium- und Luftfahrtindustrie im Städtedreieck Altena – Lüdenscheid – Werdohl und Westfalen |                                                   |
| Stadtmuseum Werdohl                               | Werdohl            | | Stadtmuseum Werdohl                               |